# Lars Lönnroth
Lars Lönnroth, född 4 juni 1935 i Göteborg, är en svensk professor och litteraturvetare. 

## Biografi
Lönnroth blev efter en fil.lic vid Uppsala universitet 1961 fil.dr vid Stockholms universitet 1965. Han var assistant och associate professor i Scandinavian Studies vid University of California, Berkeley 1965–1974, professor i litteratur- och textvetenskap vid Aalborg Universitet 1974–1982. Under åren 1982–2000 var han professor i litteraturvetenskap vid Göteborgs universitet, med ett kort avbrott då han 1991–1993 var Svenska Dagbladets kulturchef. Han var ordförande i Statens konstnärsnämnd 1995–2001 samt ordförande i Sällskapet Gnistan 1999–2013.
Lönnroths forskning har i stor utsträckning behandlat den isländska medeltida sagalitteraturen. Han var tillsammans med Sven Delblanc redaktör för sjubandsverket Den svenska litteraturen (1987–1990). Bland hans andra böcker kan nämnas Njál's Saga: A Critical Introduction (1976), Den dubbla scenen. Muntlig diktning från Edda till ABBA (1978), Skaldemjödet i berget (1996) och Ljuva karneval! Om Carl Michael Bellmans diktning (2005). Han har också utgivit sina memoarer och en personlig bok om sitt släktarv från Erik Gustav Geijer, ett arv präglat av "dikt och galenskap".

### Utmärkelser
Lönnroth installerades 1993 som hedersledamot vid Södermanlands-Nerikes nation i Uppsala. Han är också hedersdoktor vid Islands universitet, hedersmedlem av Svenska litteratursällskapet i Finland, ledamot av Det Kongel. Norske Videnskabers Selskab, hedersledamot av Bellmanssällskapet och Taubesällskapet, ledamot av Kungl. Gustav Adolfs Akademien och Kungl. Vetenskaps- och Vitterhetssamhället i Göteborg.

### Familj
Lönnroth är son till Erik Lönnroth och Ebba Lagercrantz, bror till Johan Lönnroth och Louise Lönnroth, systerson till Olof Lagercrantz och Lis Asklund samt kusin till Hugo, Marika och David Lagercrantz.